# Sijing
Sijing (chiń. 泗泾站) – stacja początkowa metra w Szanghaju, na linii 9. Zlokalizowana jest pomiędzy stacjami Sheshan i Jiuting. Została otwarta 29 grudnia 2007.